# 64 Ангеліна
64 Ангеліна — астероїд головного поясу, відкритий 4 березня 1861 року.
Тіссеранів параметр щодо Юпітера — 3,364.